# Молодожён
«Молодожён» — советский короткометражный художественный фильм режиссёра Валерия Исакова 1964 года. По мотивам одноимённого рассказа Юрия Нагибина в 1964 году. Фильм исследует различие мировоззрений двух мужчин, противопоставляя урбанистическое отчуждение — деревенской цельности и внутренней зрелости.
- Жанр: драма, социальная притча
- Страна: СССР
- Год: 1964
- Режиссёр: Валерий Исаков
- Сценарий: Юрий Нагибин
- Производство: Киностудия им. Горького

- Продолжительность: около 40 минут

## Сюжет
В небольшой деревне Троицкое появляется незнакомец — охотник Сергей Воронов, человек городской, эгоцентричный, внешне вежливый, но внутренне холодный и отчуждённый. Его сопровождает местный егерь Василий, житель деревни, человек действия, хозяйственный, с глубоким уважением к природе и жизни.
Во время охоты, в разговорах и наблюдениях постепенно раскрывается контраст между этими двумя мужчинами:
- Воронов — потребитель, для него охота — развлечение, средство самоутверждения;
- Василий — хранитель, охота для него — часть природного и нравственного уклада, в котором человек несёт ответственность за окружающее.

Сергей замечает, что Василий только что женился, но вместо медового месяца он сразу же вернулся к работе. Это вызывает у городского охотника ироничное недоумение, а у зрителя — уважение к Василию, как к человеку, глубоко преданному делу и семье.
К финалу фильма становится ясно: под внешней простотой Василия скрыта мудрость, душевная устойчивость и настоящая человечность. А Воронов уезжает из деревни всё таким же чужим — неспособным вписаться в уклад, в котором важны не слова, а поступки.

### Темы и мотивы
Фильм поднимает важные для советского искусства 1960-х годов темы:
- столкновение города и деревни;
- нравственный выбор человека;
- труд как форма человеческой реализации;
- семейные ценности и верность долгу.

## В ролях
- Василий Векшин — Василий, егерь
- Семён Соколовский — Сергей Михайлович Воронов, охотник
- Инна Макарова — жена Василия
- Антонина Павлычева — мать Василия

## Съёмочная группа
- Режиссёр-постановщик: Валерий Исаков.
- Сценарист: Юрий Нагибин.
- Операторы: Вадим Авлошенко, Леонид Бурлака.
- Композитор: Олег Каравайчук.